# Enginyeria ambiental

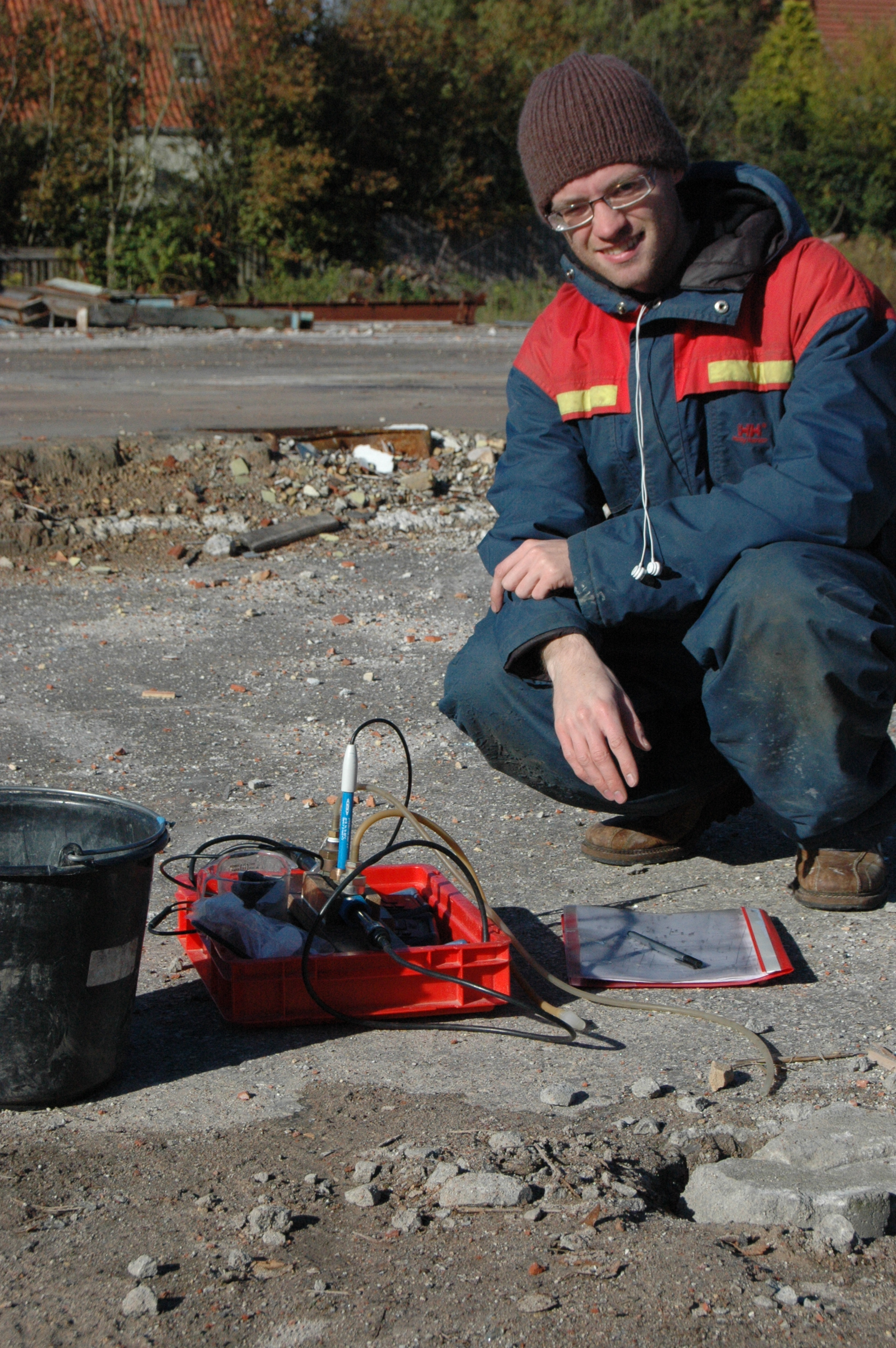
Enginyer ambiental treballant en la presa de mesures per avaluar l'estat d'un sòl.

L'enginyeria ambiental és l'aplicació dels principis científics i de l'enginyeria per millorar el medi ambient per tal de protegir i conservar l'aigua, l'aire i la terra saludables per als humans i els altres organismes, com també remeiar i corregir els efectes de la contaminació passada. Els efectes ambientals negatius es poden reduir i controlar per mitjà de l'educació pública, la conservació d'energia i recursos, la creació de lleis ambientals i l'aplicació de pràctiques responsables. L'enginyeria ambiental estudia els problemes ambientals de manera integrada en les seves dimensions ecològica, social, econòmica i tecnològica per tal de promoure el desenvolupament sostenible.
En general, en qualsevol àmbit industrial, les tecnologies ambientals tenen avui en dia un paper fonamental, al trobar-se les indústries en contacte amb el medi ambient i sotmeses a certes regulacions ambientals. Per altra banda, l'àmbit d'aplicació de tècniques i adaptació a estàndards mediambientals és molt proper al de la gestió de la qualitat i existeixen normes i disposicions implementables amb mecanismes semblants d'estandardització de pràctiques mediambientals aplicables a qualsevol empresa o entitat pública o privada. Aquestes tècniques s'engloben dins d'una àrea emergent que dona suport a la societat i que conglomera tot un sector ambiental, disposant recursos en enginyeria, consultoria, serveis i béns d'equipament

## Disciplines ambientals
Integra diverses enginyeries com ara:
- Tecnologia de l'aigua
- Recuperació d'emplaçaments contaminats
- Gestió de residus
- Gestió de vessaments
- Gestió d'emissions

## Eines d'avaluació ambiental
- Avaluació d'aspectes ambientals
- Estudi d'impacte ambiental

## Sistema de gestió ambiental
Qualsevol empresa de l'àmbit industrial, entitat privada o particular pot implementar un Sistema de Gestió Medioambiental (SGMA), que pot basar-se en la Norma UNE-EN ISO 14001:2004 o en el Reglament Europeu (Unió Europea) nº 761/2001 EMAS.